# لبک
لبک یک روستا در ایران است که در دهستان شوسف واقع شده‌است. لبک ۴۹ نفر جمعیت دارد.